# Mars Yard (JPL)

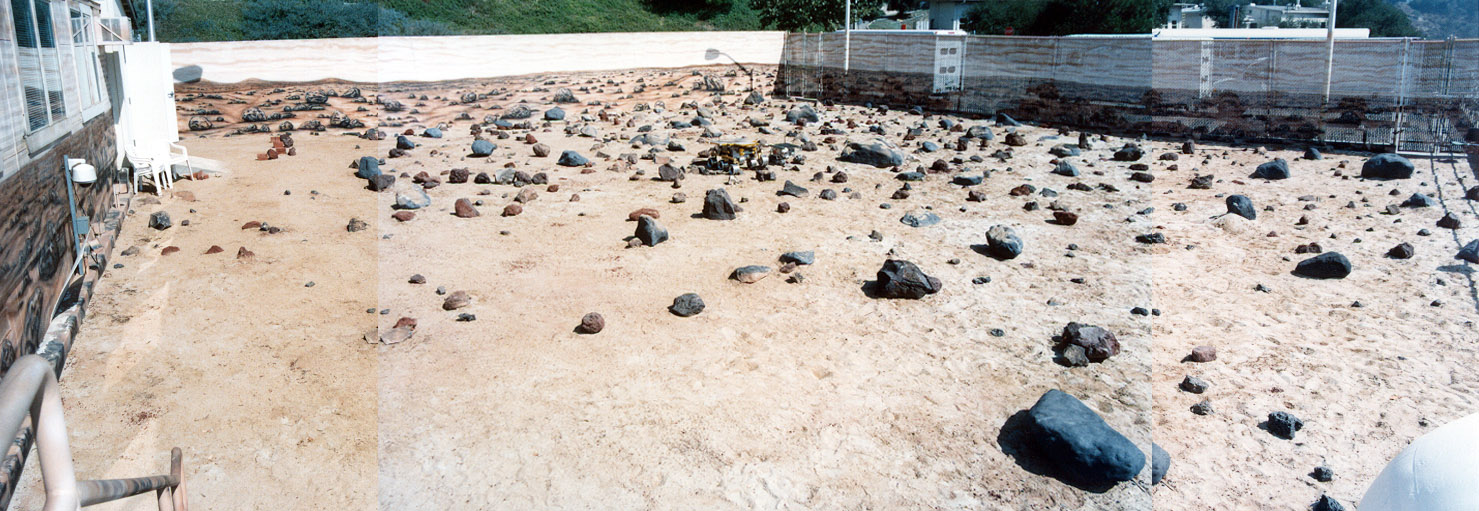
JPL Mars Yard

Mars Yard je testovací zařízení provozované Jet Propulsion Laboratory v americkém městě Pasadena v Kalifornii. Mars Yard byl postaven v rámci Mars Technology Program. Na této ploše jsou testovány kopie marsovských vozítek Perseverance a Curiosity a také jiné technologie určené pro mise na Marsu.
Na Mars Yard se nachází celkem 7 svahů s různými úhly sklonu pro otestování pohybu v kopcovitém prostředí. Celková plocha zařízení je 2000 metrů čtverečních, při rozměrech přibližně 66×36 metrů. Mars Yard provozuje JPL Sekce 347 ve spolupráci s konkrétním týmem mise, jejíž rover je testován.

## Popis

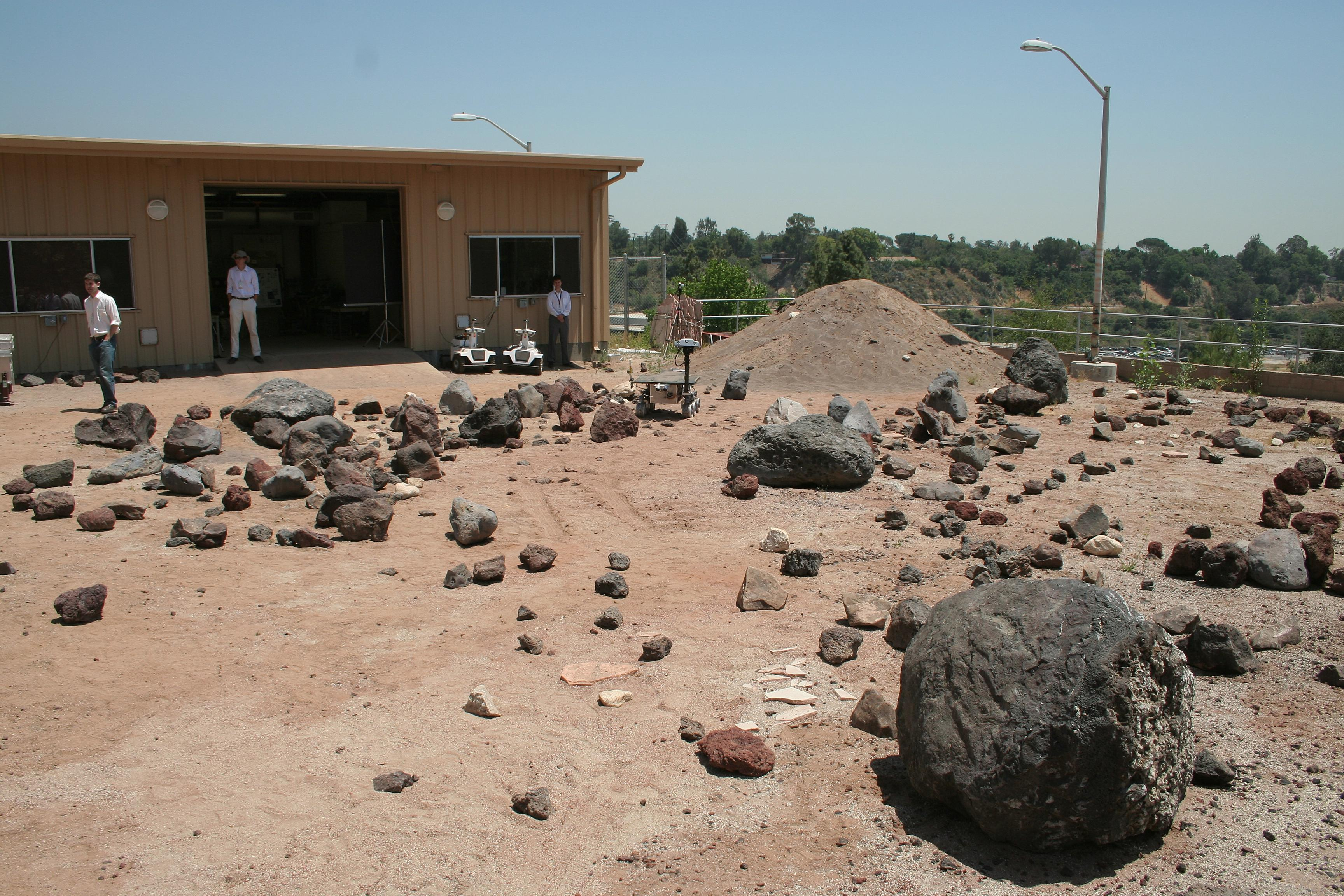
Testování roveru Sojourner

Celková plocha zařízení je 2000 metrů čtverečních, při rozměrech přibližně 66×36 metrů. Použitým materiálem je plážový písek, rozdrcená žula, cihlový prach a sopečná struska. Skály v areálu jsou tvořeny jak červenými, tak černými druhy čedičů. Rozložení kamenů odpovídá rozložení pozorovanému na Marsu, ovšem složení kamenů neodpovídá. 
K Mars Yard přiléhá také budova pro zaměstnance a garáž pro testované rovery. V této budově se nachází také další technologie nutné pro vyhodnocování výsledků testování.

## Využití
Mars Yard je využíván v rámci robotických misí na povrchu Marsu především k testování kritických technologií, ale také k řešení problematických situaci vzniklých při misi.
Mezi obvyklé patří testování automatických funkcí, sběru vzorků, mobility nebo jízda v terénu. Pro tyto potřeby může být povrch zařízení upraven pro simulaci povrchu cílové oblasti na Marsu.